# Madona de Foligno
Esta Virgen con el Niño y los santos Juan el Bautista, Francisco, Jerónimo y el donante Sigismondo de’ Conti (Madonna con il Bambino e Santi Giovanni Battista, Francesco, Gerolamo e il donatore Sigismondo de’ Conti), conocida como Madona de Foligno (en italiano Madonna di Foligno) es una pintura del artista renacentista italiano Rafael Sanzio, que data de hacia 1512. Es una pintura al óleo sobre tabla que fue transferida a lienzo, con unas dimensiones de 320 centímetros de alto y 194 cm de ancho. Se conserva en la Pinacoteca Vaticana (Museos Vaticanos), Ciudad del Vaticano. Constituye un hito de la pintura occidental por su hábil composición y la diferenciación entre los planos celeste y terrenal.

## Historia
La pintura fue un encargo de Sigismondo de' Conti, secretario del papa Julio II, en los años 1511-1512. Se encargó para conmemorar un milagro en el que la casa del donante, en Foligno, fue alcanzada por un rayo o, de acuerdo con otra versión, por un proyectil durante el sitio de Foligno, aunque no resultó dañada.
El cuadro se colocó en la iglesia de Santa Maria in Aracoeli en Roma, donde Sigismondo fue enterrado. En 1565 fue trasladado al monasterio de Santa Ana en Foligno (de donde le viene el nombre) por deseo de Anna Conti, una sobrina de Sigismondo que era monja. Hacia 1688 la composición fue reproducida al aguafuerte por el artista y erudito valenciano Vicente Victoria; alguna fuente afirma que éste fue el primer grabado producido de ella.
Esta obra fue tomada como botín por el ejército napoleónico y llevada a París en 1797 o 1799; allí, en 1801 se transportó de tabla a tela. Fue devuelta en 1815 al monasterio de Foligno, y entró a formar parte de la Pinacoteca Vaticana.

## Análisis
La investigación pictórica de Rafael había sido enriquecida por sus soluciones en relación con el uso de la luz en la Expulsión de Heliodoro del Templo y la Liberación de San Pedro. Estos recursos pictóricos reaparecieron en la Madona de Foligno, donde traslada los principios de una perfecta interpenetración entre el formato y la composición interior. La Virgen y el Niño Jesús, sostenidos por una nube de ángeles y enmarcados por un disco naranja, dominan el grupo de santos por debajo de ellos, entre los cuales se encuentra el donante arrodillado. Esta zona celestial aparece distanciada de la que aparece debajo por una mayor modulación cromática y luminosidad.
Este grupo de la zona inferior o terrestre incluye, de izquierda a derecha, san Juan el Bautista, san Francisco, Sigismondo de' Conti y san Jerónimo. Un pequeño putti de pie en el centro de la composición sostiene una pequeña placa que originalmente se pretendía que llevase una inscripción dedicatoria. Estas figuras adoptan la forma de semicírculo, completando así, con el de la zona superior, un círculo. La forma circular se repite en la aureola de la Virgen y el arco iris que aparece en el paisaje.
La atmósfera tormentosa del paisaje en el fondo, y el destello del relámpago (o explosión) que golpea el Palacio Chigi (visible a la izquierda) ilustra la leyenda a la que pretendía aludir. La fuerte caracterización de las figuras, la plenitud volumétrica de los putti y el refinado claroscuro distingue a esta tabla como una obra del artista en su madurez. 
Una copia de esta obra se conserva en la catedral de Foligno. Se atribuye al pintor Giulio Romano, después de restaurada. La restauración fue encargado gracias a la intervención del Capítulo de la Catedral en el año 1827, para cubrir el hueco de inmenso valor que el cuadro dejó cuando fue llevado a la Pinacoteca Vaticana.
El Doctor Santiago Sebastián en la universidad de Yale pronunció una conferencia haciendo alusión a la obra de Rafael "La Madonna di Foligno" y al grabado de Marcantonio, informando de un estudio preparatorio lamentablemente perdido.
En años recientes una pintura ha irrumpido con fuerza como candidata a ser ese estudio preparatorio y algo más.
El lienzo "La Madonna de Foligno pequeña", lleva tiempo acumulando evidencias que hacen que algunos expertos investigadores esten convencidos de que la autoría de este cuadro es la del famoso pintor del renacimiento Rafael Sanzio.